# 강변대로

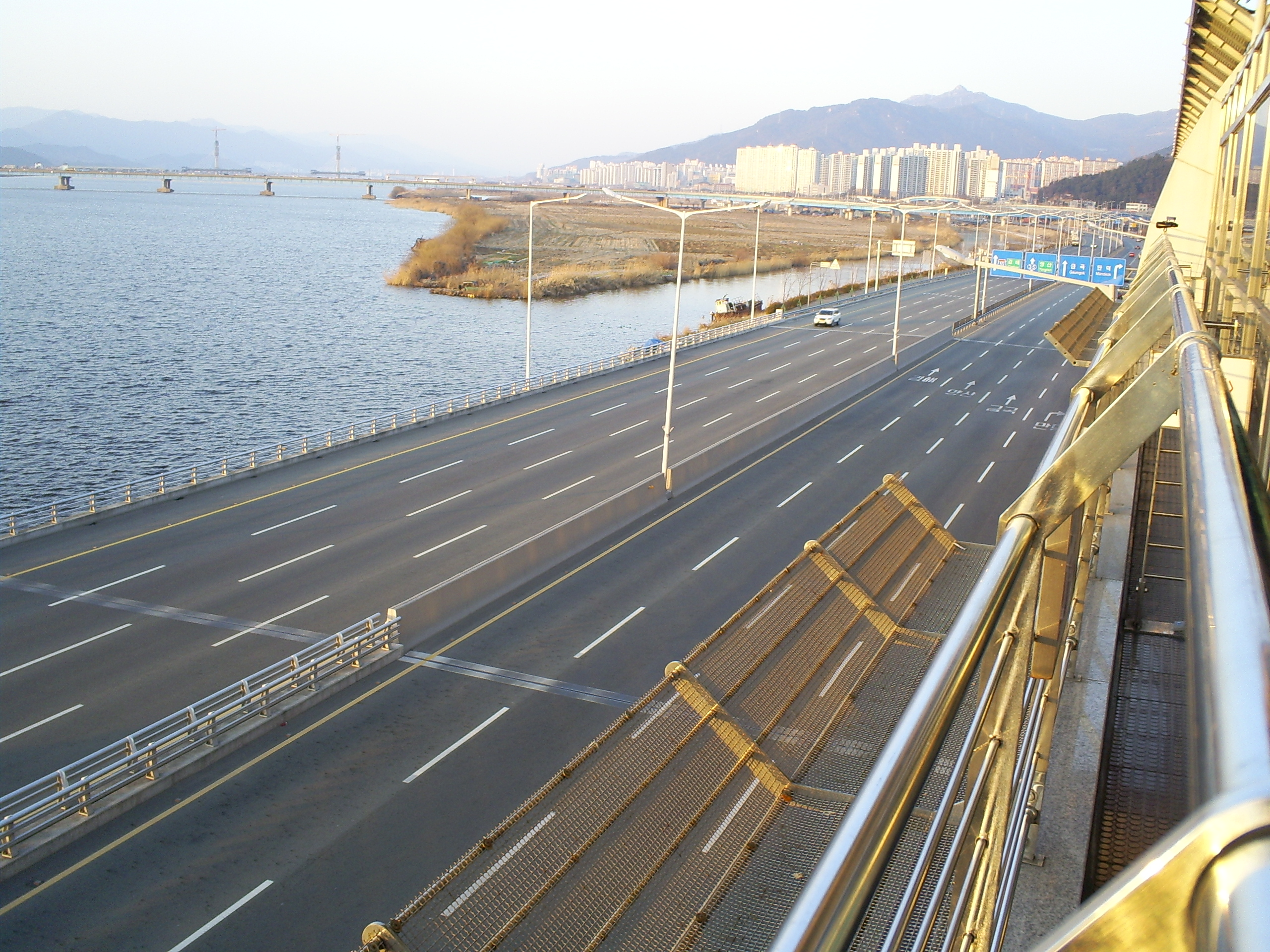
구포역 부근의 강변대로

강변대로는 부산광역시 사하구 신평동 을숙도대교 교차로와 부산광역시 북구 금곡동을 연결하는 도로로, 현재 화명동 ↔ 금곡동 구간은 2014년 5월 27일 개통했다. 낙동강 강변을 끼고 있는 도로라고 해서 "강변대로"로 명명되었으며 다른 이름으로 덕천 나들목 이남 구간은 다대포항을 잇는 도로라 하여 다대항배후도로, 덕천 나들목 이북 구간은 제5도시고속도로라고도 한다.
덕천 나들목에서 금곡동까지는 부산광역시도 제55호선, 66호광장에서 덕천 나들목까지는 부산광역시도 제66호선을 구성한다. 본래 시점은 다대포항이었으나 2010년 새주소정비사업으로 인하여 장림·다대포 구간은 다대로로 분리되었다.

## 연혁
- 2009년 7월 8일 : 2개 이상 구·군에 걸쳐 있는 도로로 강변대로를 고시[1]
- 2006년 12월 4일 : 덕천 나들목 개통[2]
- 2014년 5월 27일 : 덕천 나들목 ~ 금곡 나들목 6.8km 구간 개통[3]
- 2016년 1월 31일 : 화명 나들목 개통[4]

## 주요 경유지
부산광역시
- 사하구 신평동 - 사상구 삼락동 - 북구 금곡동

## 노선
- 연한 분홍색(■): 부산광역시도 제66호선 구간
- 연한 파란색(■): 부산광역시도 제55호선 구간

| 이름                          | 접속 노선                                                                               | 소재지        | 소재지        | 비고                               |
| 다대로와 직결                 | 다대로와 직결                                                                           | 다대로와 직결 | 다대로와 직결 | 다대로와 직결                      |
| ----------------------------- | --------------------------------------------------------------------------------------- | ------------- | ------------- | ---------------------------------- |
| 을숙도대교 교차로 (66호 광장) | 부산광역시도 제43호선 (다대로) 부산광역시도 제66호선 부산광역시도 제77호선 (을숙도대로) | 부산광역시    | 사하구        |                                    |
| 신평동 교차로                 | 하신번영로151번길                                                                       | 부산광역시    | 사하구        |                                    |
| 괴정2교 괴정1교               |                                                                                         | 부산광역시    | 사하구        |                                    |
| 하구둑 교차로                 | 국도 제2호선 국도 제77호선 부산광역시도 제10호선 (낙동남로) 하신번영로                  | 부산광역시    | 사하구        | 하신번영로 금곡 방면만 진출입 가능 |
| 하단강변삼거리                | 하신번영로                                                                              | 부산광역시    | 사하구        |                                    |
| (부산농수산물시장)            | 농산물시장로                                                                            | 부산광역시    | 사상구        |                                    |
| 학장1교                       |                                                                                         | 부산광역시    | 사상구        |                                    |
| 감전 교차로                   | 부산광역시도 제41호선 (낙동대로) 부산광역시도 제4102호선 (장인로)                       | 부산광역시    | 사상구        |                                    |
| (괘법교 서단)                 | 부산광역시도 제41호선 (낙동대로)                                                        | 부산광역시    | 사상구        | 신평 방면 진출만 가능              |
| (사상경찰서 교차로)           | 부산광역시도 제41호선 (낙동대로) 부산광역시도 제4104호선 (삼덕로)                       | 부산광역시    | 사상구        | 금곡 방면 진입만 가능              |
| 삼락 나들목                   | 55호선 중앙고속도로 부산광역시도 제33호선 (관문대로)                                    | 부산광역시    | 사상구        |                                    |
| (삼락10회차교)                |                                                                                         | 부산광역시    | 북구          | 신평 방면으로 유턴가능             |
| 강변대교 덕천교               |                                                                                         | 부산광역시    | 북구          |                                    |
| 덕천 나들목                   | 10호선 남해고속도로 부산광역시도 제66호선 (남해고속도로 연결도로)                       | 부산광역시    | 북구          |                                    |
| (금곡과선교)                  | 부산광역시도 제41호선 (금곡대로)                                                        | 부산광역시    | 북구          |                                    |
| 화명 나들목                   | 부산광역시도 제77호선 (화명대로)                                                        | 부산광역시    | 북구          |                                    |
| 화명-금곡교                   |                                                                                         | 부산광역시    | 북구          |                                    |
| (금곡동 종점)                 | 부산광역시도 제41호선 (금곡대로)                                                        | 부산광역시    | 북구          |                                    |
| 계획중                        |                                                                                         |               |               |                                    |

## 참고사항
강변대로의 감전 교차로 ~ 금곡동 구간은 자동차 전용도로로 지정되지 않았지만 그와 유사한 통행제한을 실시하고 있어 자전거, 보행자는 통행할 수 없다. 이륜자동차(모터사이클 혹은 오토바이)는 긴급자동차(싸이카 및 소방용 모터사이클 등)에 한해 통행이 가능하며, 그 밖의 이륜자동차는 통행할 수 없다. 이에 대한 대체도로로는 금곡대로가 있다.

## 미래
1992년 이 도로를 양산시 물금읍에 위치한 양산내륙컨테이너기지(양산ICD)까지 건설할 계획을 수립했었다.